# イアン・ウォーレス
イアン・ラッセル・ウォーレス（英語: Ian Russell Wallace、1946年9月29日 - 2007年2月22日）は、イングランド出身のミュージシャン。ドラマー。キング・クリムゾンの元メンバーであり、またボブ・ディランなど多くのミュージシャンとセッション活動を行った。

## 経歴

### 少年期から1970年まで
グレーター・マンチェスターのベリー出身。学生時代に最初のバンド、ザ・ジャガーズを組みドラムを演奏し始めた。プロキャリアの出発は、1964年、地元の若者達のバンド「ザ・ウォリアーズ」へ加入したところまで遡る。このバンドには、後にイエスを結成するジョン・アンダーソンが兄とともに在籍していた。ウォーレスはザ・ウォリアーズにドラマーとしての腕を買われて誘われたが、彼の母が反対したので、メンバーは彼の実家に説得に行ったという。
ザ・ウォリアーズはイギリスで一枚シングルを出した後、ドイツに拠点を移し、ドイツやデンマークでライブ活動を行ったが、1967年末に解散。その後、ザ・ウォリアーズとステージで共演していたビッグ・サウンドというバンドからベーシストとドラマーが抜けたため、ザ・ウォリアーズのベーシストのデヴィッド・フォスターと共に加入しスウェーデンやデンマークを巡業。1968年にロンドンへ戻るとThe Sleepyというバンド名義でシングル3枚分をレコーディングしたが、発売されたのは2枚だけであった。この時期セッション・ミュージシャンとしても活動し、リトル・リチャード、サンディー・ショウ他多くのアーティストのヨーロッパ・ツアーのバックでドラマーを務める。
60年代末、解散直前のボンゾ・ドッグ・バンドのツアーに参加したことを契機に、1970年春にヴィヴィアン・スタンシャルの企画シングルにキース・ムーンらと参加。BBCのテレビやラジオ番組にも出演した。その縁から1970年夏、ニール・イネスのバンド「ザ・ワールド」に正式メンバーとして迎え入れられた。

### キング・クリムゾン時代
1970年末、ウォーレスは居候主のキース・エマーソンから、プログレッシブ・ロック・バンドのキング・クリムゾンがボーカリスト兼ベーシストのゴードン・ハスケルの後任のオーディションを行っていると聞き、ボーカリストに応募した。結果は不合格だったが、リーダーのロバート・フリップにドラミングの技量を見込まれ、ハスケルに引き続いてキング・クリムゾンを脱退したアンディ・マカロックに代わるドラマーとして加入することになった。
新しいキング・クリムゾンはフリップ（ギター、メロトロン）、ウォーレス（ドラムス、バック・ボーカル）、ボズ・バレル（リード・ボーカル、ベース・ギター）、メル・コリンズ（サックス、フルート、メロトロン）、ピート・シンフィールド（作詞、照明、FOH・サウンド・エンジニアリング、VCS3・シンセサイザー）の顔ぶれでライブ活動を開始。1971年4月にドイツのフランクフルトで4回のコンサート、5月から10月末までイギリス・ツアー、11月から約1か月間のアメリカ・カナダ・ツアーを行い、7月からはライブ活動と並行して4thアルバム『アイランズ』を制作して12月に発表した。ウォーレスは、多彩で複雑な楽曲を柔軟なスティックさばきで演奏し、「レディース・オブ・ザ・ロード」ではコーラスにも参加した。
しかし神秘主義や霊的な世界観にインスピレーションを求め続けるフリップと、アメリカでソウルやブルースの影響をより強く受けたウォーレス、バレル、コリンズとは、音楽の方向性を巡って互いの間の溝を深めていった。『アイランズ』の発表から間もない1971年の暮れに、フリップと同じく結成以来のメンバーで全曲の作詞を担当してきたシンフィールドがフリップと対立して解雇された。そして1972年の年明けのリハーサルで、フリップとウォーレス達との間に決定的な対立が生まれた結果、解散が決まった。し彼等は契約を盾に取った所属事務所に押し切られる形で、2月から契約履行のアメリカ・ツアーを開始。ツアーの最中、ウォーレス達はバンドの存続を希望したがフリップに拒否されたので、一緒にツアーを行ったブリティッシュ・ブルース・ロックの巨頭・アレクシス・コーナーに接近していった。ウォーレスはコーナーのステージに飛び入り参加してフリップを悩ませたという。4月にツアーが終了すると同時にキング・クリムゾンは解散。このツアーの模様は、フリップによってライブ・アルバム『アースバウンド』に編集されて、同年、発表された。

### ボブ・ディランらとのセッション活動
ウォーレス、バレル、コリンズはコーナーと「スネイプ」を結成した。彼等は翌年には1stアルバム『アクシデンタリー・ボーン・イン・ニュー・オーリンズ』を発表した。ウォーレスはスネイプで2枚のアルバムとアレクシス・コーナー名義のアルバム1枚に参加。また1973年には、バレル、コリンズと共に、キング・クリムゾン時代の同僚だったシンフィールドのソロ・アルバム『スティル』の制作にゲスト参加した。
その後、アルヴィン・リーのカンパニーに参加するも1975年に脱退。その後はセッション・ドラマーとしての性格を再び強め、同年にはピーター・フランプトンのバックに参加。1978年にはボブ・ディランのバンドに招かれ、日本公演にも同行した。その演奏は1979年発表のライブ・アルバム『武道館』に収録された。同年に発表されたアルバム『ストリート・リーガル』にも参加して、その重厚なドラム・スタイルでバンドサウンドを特徴付けたが、これを「まるで警官のようなビート」と評した参加者のロブ・ストーナー（ベース・ギター）のように、好まなかった者もいた。
70年代以降も、ライ・クーダー、ドン・ヘンリー、ジョー・ウォルシュ、ボニー・レイット、キース・エマーソン、ロイ・オービソン、トラヴェリング・ウィルベリーズ、ジャクソン・ブラウン、エリック・クラプトン、クロスビー、スティルス&ナッシュ、ブライアン・イーノ、ティム・バックリー、リンジー・バッキンガム、スティーヴィー・ニックス、ウォーレン・ジヴォン、スティーヴ・マリオット、アル・クーパー、プロコル・ハルム、などといった様々なジャンルの多彩なミュージシャンとのセッション活動を行い、多くのレコーディングやライブに参加した。1994年にはアメリカで開催された1994 FIFAワールドカップの開会式で演奏に参加した。
短期間ではあったが、ロサンゼルスで元イエスのピーター・バンクスや元バジャーのジャッキー・ロマックスらと「ザ・ティーバッグス」を結成して活動した。

### 晩年
2003年、キング・クリムゾンの元メンバー達が結成した「21stセンチュリー・スキッツォイド・バンド」にマイケル・ジャイルズの後任として加入。同僚だったコリンズと再共演した。また生涯唯一のソロ・アルバム『ハピネス・ウィズ・ミニマル・サイド・エフェクツ』を発表した。2005年には「クリムゾン・ジャズ・トリオ」を結成し、『キング・クリムゾン・ソング・ブック vol.1』（2005年）を発表した。
また1972年に袂を分かってから久しく疎遠だったフリップとも連絡を取り合うようになり、それをきっかけに、ウォーレス在籍時のライブ演奏を編集した『レディース・オブ・ザ・ロード』（2002年）や、フリップが主宰するディシプリン・グローバル・モービルが通信販売するキング・クリムゾン・コレクターズ・クラブの『ライヴ・アット・サミット・スタジオ 1972』（2000年）、『ライヴ・アット・プリマス・ギルドホール 1971』（2000年）、『ライヴ・イン・デトロイト、MI 1971』（2001年）、『ライヴ・イン・ブライトン 1971』（2005年）にライナーノーツを提供した。
こうして新たな活動が軌道に乗り始めた矢先の2006年8月、彼は食道癌の診断を受けて闘病生活に入り、同じ病気に苦しむ人々を励ます意味も込めて闘病の様子をブログに綴るなどして過ごした。手術の成功が伝えられたが、翌2007年2月に容態が悪化、妻に看取られつつ死去した。60歳歿。
没後、未亡人によってガン研究の基金が設立された。2009年、クリムゾン・ジャズ・トリオの『キング・クリムゾン・ソング・ブック vol.2』が発表された。